# 新ブラックパンサー党

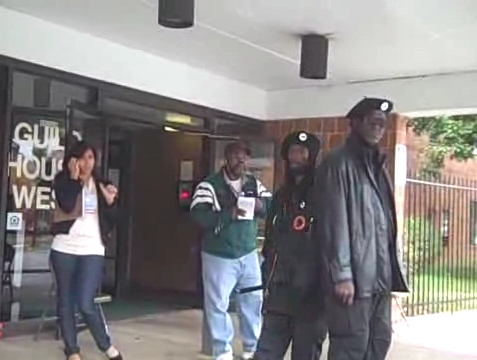
フィラデルフィア支部のメンバー達

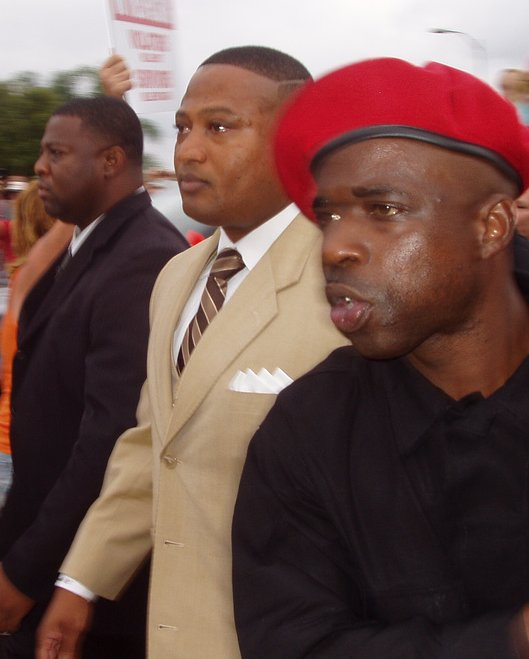
ヒューストン支部の指導者であるクアネルX(中央)と彼を護衛するメンバー達

新ブラックパンサー党（New Black Panthers,New Black Panther Party、通称NBPP）は、アメリカ合衆国のアフリカ系アメリカ人により結成された政党。
1989年、テキサス州ダラスで結成されたNBPPは、1966年に結成されたブラックパンサー党の後継者であると宣言しており、主に都市部のゲットーで活動している。2001年まで、ネイション・オブ・イスラムの党員だったカリド・アブドゥル・ムハンマドが党首を務めていた。
NBPPの思想は、旧ブラックパンサー党が標榜していた共産主義や毛沢東主義ではなく民族主義の色が濃く、新ブラックパンサー党側はこれを「マルクス自身の思想はアフリカの伝統的な文化に基づいていたが、現在のマルクス主義や毛沢東主義はアフリカ起源の部分を取り除かれてしまっているため」と説明している。
また反ユダヤ主義の立場をとり、ユダヤ人を｢吸血鬼｣と呼称している、との指摘をなす者もいる。
連邦捜査局（FBI）は、NBPP過激派の反政府組織と見なし、白人至上主義のクー・クラックス・クラン (KKK) やネオナチと敵対関係にあるとしている。また名誉毀損防止同盟や南部貧困法律センターからは人種差別主義団体と定義されている。

## 歴史
1987年、ウィスコンシン州ミルウォーキーで市会議員マイケル・マクギーが地元の黒人に対してもっと多くの職が与えられない限り、街中の白人の催し物を妨害すると脅迫する事件があり、報道機関が市議会における会議でマクギーに事態を問いただした際、黒人地域活動家でラジオ番組のプロデューサーだったアーロン・マイケルズに影響されていたマクギーはかつてのブラックパンサー党にかわる自衛団体の結成を呼びかけた。マイケルズは、黒人の生徒を｢小さなニガー｣と呼んだ教育委員会の委員長に対し、抗議活動を行うよう訴えていた。
1989年の結成後、ネイション・オブ・イスラムを離脱した党員が入党すると、元ネイション・オブ・ムスリムのスポークスマンで辛らつな反ユダヤ主義の持ち主だったカリド・アブドゥル・ムハンマド議長に就任し、2001年に死ぬまでその地位にとどまった。
2001年9月11日にアメリカ同時多発テロ事件が発生すると、新ブラックパンサー党は｢イスラエル政府とユダヤ人による陰謀である｣として陰謀説を訴えた。